# 乌达亚斯城堡
乌达亚斯城堡（阿拉伯语：‎，羅馬化：Qasbat al-Awdāya; 柏柏爾語: ⵇⵙⴱⴰ ⵏ ⵉⵡⴷⴰⵢⵏ, Qasbat ‘n Iwdayn）位於摩洛哥首都拉巴特，坐落於布賴格賴格河口的一座小山丘上，與河對岸的塞拉遙遙相對，它與拉巴特的其他遺址一起被列為聯合國教科文組織世界遺產。

## 历史
最初建於12世紀的穆拉比特王朝，用來防禦南方的另一個柏柏人王國，目前所見重建於穆瓦希德王朝。